# Autostar
Autostar est un constructeur français de camping-cars, caravanes et fourgons aménagés fondé en 1957 sous le nom Sabem. Il se développe ensuite dans les années 1970 et utilise le nom commercial Star Caravanes.
En 1986, l'entreprise est menacée de fermeture, mais un groupe de cadres et quelques salariés la rachète et crée Autostar, une coopérative ouvrière. En 1999, cette dernière déménage dans une nouvelle usine à Saint-Brandan, près de Saint-Brieuc, et devient une société anonyme.
En 2001, elle intègre le groupe français Trigano. Elle continue aujourd'hui son activité dans la fabrication de camping-cars.

## Histoire

### Lancement de l'entreprise
La Société Anonyme Bois et Matériaux (Sabem) est fondée en 1957 à Trémuson, près de Saint-Brieuc en Bretagne, par André Biré, Louis Barboni, et Bernard Hénaff, rejoint ensuite par Jean Landel et Louis Mordelet.
La première caravane a été construite dans l'atelier du garage de Bernard Hénaff, alors artisan mécanicien situé rue de Brest à Trémuson. Jean Landel était le chef d'atelier de l'époque et avait été sollicité pour rejoindre le trio, avec pour tâche, la fabrication des châssis. Il était mécanicien dans un garage à Saint-Brieuc. Louis Mordelet était menuisier et rejoignit l'équipe en dernier.

### Développement et extension
L'activité se développe et atteint son essor dans les années 1970, avec un effectif de près de 300 salariés. D'extension en extension, la surface totale du site atteint 8 ha. Une trentaine de caravanes sortent de l'usine par jour. Ils fabriquent également des attelages pour les clients venant chercher leurs caravanes, mais non équipés pour la tirer.
En 1973, le nom commercial devient Star Caravanes. L'année suivante, en collaboration avec Renault, l'entreprise présente les premiers fourgons aménagés sur la base de l'Estafette et sont équipés d'un kit pour le camping surnommé Zone verte. Cette version possède plusieurs modèles selon le nombre de places choisi et a donc plusieurs noms tels qu'Alouette (huit places), Microcar (neuf places) et Microcar Luxe (neuf places, avec vitres panoramiques, intérieur entièrement capitonné, etc.). Vient ensuite le Studiocar équipant les Estafette et Peugeot J7, toujours livré à l'usine en kit amovible,.

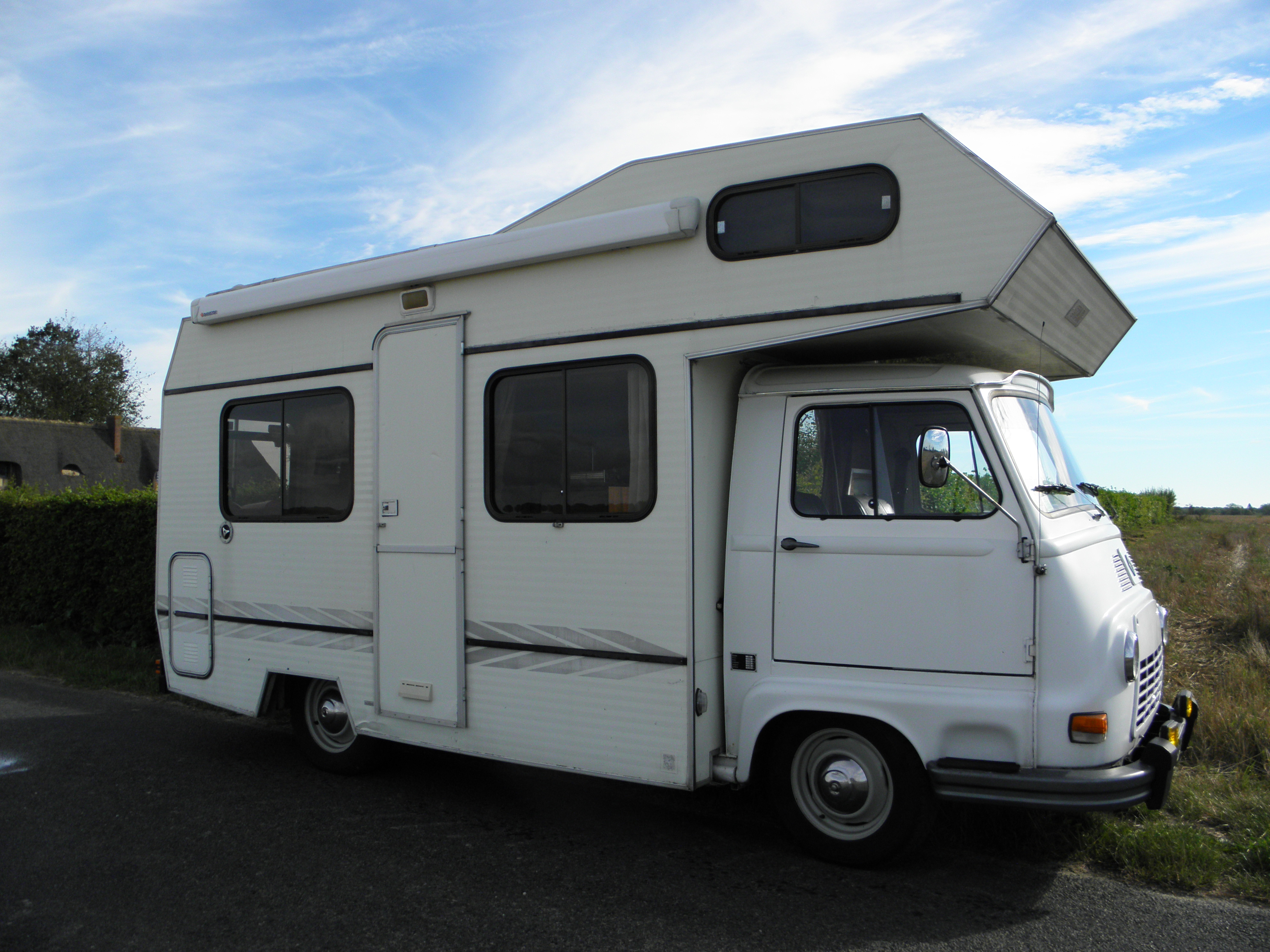
Camping-car Capucine de Star Caravanes basé sur l'Estafette.

En 1978 arrive le premier vrai camping-car toujours au catalogue Renault avec la Capucine. En 1979, une deuxième version améliorée sort de l'usine avec un passage cabine en forme de triangle, vitres coulissantes sur les côtés, dînette avec banquettes latérales transformable en salon, deux banquettes vis-à-vis, etc.
Entre 1975 et 1980, l'entreprise lance le procédé de construction de maisons en kit Star Bloc, puis innove de nouveau en créant un atelier de fabrication de camping-cars décentralisé à Quintin.

### Déclin progressif

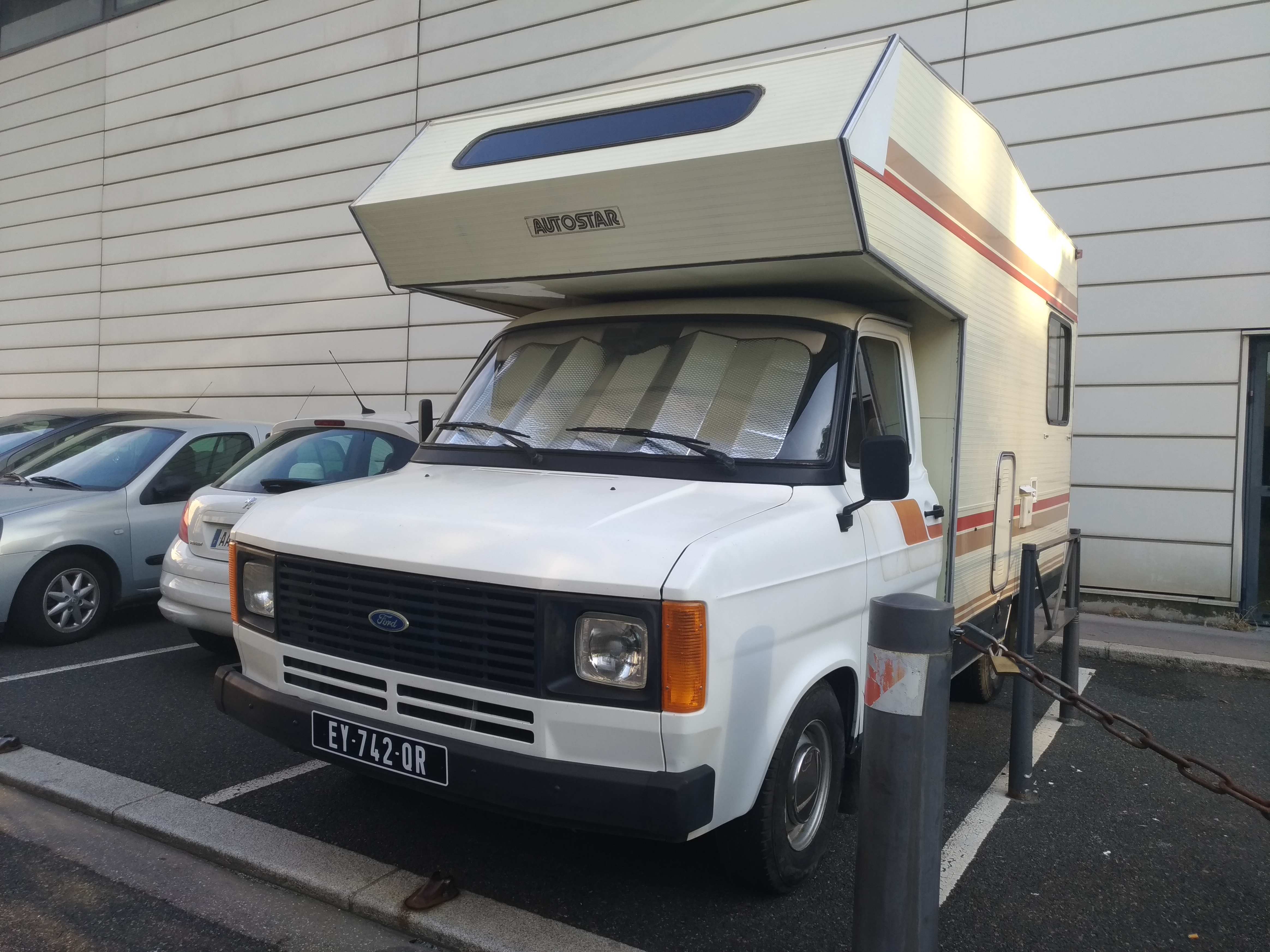
Un Ford Transit d'Autostar.

En 1979, conséquence de plusieurs facteurs conjoncturels et sociaux, la situation se dégrade au sein de l'établissement.
Vers 1982 est lancée une nouvelle gamme de camping-cars sur la base du Ford Transit. Elle est également utilisée chez les constructeurs Pilote ou Roller.
Un plan social est mis en place suivi d'un dépôt de bilan en 1984.

### Création d'Autostar
Menacée de fermeture, un groupe de cadres et quelques salariés rachète l'entreprise et créer Autostar, une coopérative ouvrière en 1986. 
Dès lors, le paysage trémusonnais va changer et plusieurs transactions immobilières vont se succéder sur cet espace.
Elles permettent la création d'un dépôt de gaz (1985), l'installation temporaire de quelques entreprises, puis l'implantation d'un supermarché (ouvert en 2007) et d'un lotissement. À partir de 2017, plus de 80 nouveaux logements y sont construits.

### Un des poids-lourd français
En 1999, cette dernière déménage dans une nouvelle usine à Saint-Brandan, et devient une société anonyme.
En 2001, le groupe français Trigano devient actionnaire majoritaire d'Autostar. Font également partie de ce groupe les entreprises Rapido et Pilote,.
En moyenne, 1 200 camping-cars sortent de l'usine chaque année dont 25 % partent à l'étranger, notamment dans les pays scandinaves, en Belgique et en Italie. À la suite de la crise sanitaire du COVID-19, la demande s'est accentuée et l'entreprise passe à 1 500 véhicules fabriqués par an. En 2022, son chiffre d'affaires annuel est de plus de 50 M€ et elle emploie près de 200 salariés,.

## Les différents modèles
- Performance
- Privilège
- Passion
- Prestige